# 吳滋懿
吳滋懿（英文名：Jil Wu），生於西元1971年。台灣作家、文化經紀人，著有《東京buy家藏寶圖》、《時尚．東京》等書。16歲起跑遍天世界多個國家，高中在巴拉圭、大學在加拿大就讀服裝設計，回台灣後曾任服裝設計、攝影助理、《ELLE》編輯、中天電視台駐香港及東京特派員。二十六歲便擔任法國時尚雜誌總編輯的她，創下台灣雜誌最年輕總編輯的紀錄，現為《Vogue》、《時報周刊》、《GQ》、 《Men'sUno》、《自由時報》、《中國時報》、《Aspire》、日本的《Studio Voice》等報章雜誌撰寫流行文化專欄，製作封面拍攝、廣告拍攝、文化展覽等大型跨國合作。2011年12月22日首度策展的蜷川實花x阿信|天堂影像書同名展在台北市東區的Stay Real Cafe開展，到2012/03/11為止來展總人次超過三萬人。專屬網頁jilwu.com以v blog 形式突破平面與影片的介面。2013於台北W Hotel策劃作家/電視製作人詹仁雄新書同名插畫展一夜湧進5000人次。2014主辦國際知名插畫家藝術總監Przemek Sobocki來台辦展，並且與音樂製作人/歌手王若琳合作午夜劇場專輯插畫。2015執行獲得倩碧贊助的全球青年計畫，是一場由藝術家主導與社會人群互動，把藝術帶到人群面前的大型行動。其中環島塗鴉計畫Reach:All city Act參與人次擴及全台灣包含離島的22個城市，因此行動而創作的藝術品許多都是永久保存的作品，包括在高雄市立美術館。2016年為台灣藝術家/建築師朱志康參加威尼斯雙年展策劃。2016年促成蜷川実花於台北當代美術館的個展，來展人次破該館紀錄創下近13萬人次。2017年於北京798策畫劉昊然攝影個展、奇門遁甲電影之幻入異境特展。分別創下該館來展人次紀錄。
累積了多年旅居各國的學習與工作經驗，自創的文字和攝影的自由素人風格，表現獨到的亞洲女性的國際時尚觀點。2009年受聘為醒吾技術學院駐校藝術家，將國際文化的養分帶往校園，活躍於國際的藝術與文化平台。電視頻道民視、TVBS、中天等談話型節目的時尚旅遊消費專家。持續寫作藝術與觀察專欄，深入創作者與受眾觀點交叉。持續與藝術家密切工作以及擴展藝術作品於國際市場。目前定居台北，工作領域則是跨倫敦、東京、北京、上海、香港、台北。